# Lago di Valsoera
Il lago di Valsoera (2.412 m s.l.m.) è un lago artificiale del Piemonte.

## Descrizione
Il lago si trova in valle dell'Orco (Alpi Graie) nel comune di Locana, sopra il lago di Teleccio.
Fa parte del sistema Valsoera-Telessio che, nella centrale idroelettrica di Telessio, sfrutta le acque accumulate per pompaggio dal lago di Teleccio al lago di Valsoera che funge da serbatoio.

## Protezione della natura
Il lago si trova all'interno del territorio del Parco nazionale del Gran Paradiso.